# Formica yessensis
Formica yessensis es una especie de hormiga del género Formica, familia Formicidae. Fue descrita científicamente por Wheeler en 1913.
Se distribuye por Japón y Corea. Las trabajadoras de esta especie miden 8-10 mm de longitud.